# Percopsis
Percopsis è un genere di pesci ossei d'acqua dolce. Si tratta dell'unico genere appartenente alla famiglia Percopsidae (ordine Percopsiformes).

## Distribuzione e habitat
Le due specie sono endemiche della parte settentrionale dell'America del nord. L'areale va dall'Alaska e dal nord del Canada alla metà nord degli Stati Uniti. Vivono soprattutto nei laghi e nei fiumi lenti ma anche nei torrenti montani.

## Descrizione
Sono pesci allungati con testa grande priva di scaglie, pinne ampie e pinna caudale biloba. È presente la pinna adiposa. Nella pinna dorsale e nella pinna anale sono presenti deboli raggi spinosi flessibili. Le pinne ventrali sono inserite abbastanza indietro.
Sono pesci di piccola taglia che raggiungono una taglia massima di 20 cm ma di solito non superano pochi centimetri di lunghezza.

## Biologia
Sono importanti prede per i pesci predatori.

## Evoluzione
Animali simili a Percopsis, e con esso strettamente imparentati, sono gli estinti Amphiplaga ed Erismatopterus; vivevano già 50 milioni di anni fa (Eocene inferiore/medio) negli antichi laghi che attualmente costituiscono la Formazione del Green River in Wyoming.

## Specie
- Genere Percopsis
  - Percopsis omiscomaycus
  - Percopsis transmontana[2]